# Paul Gray (bassista 1972)
Paul Dedrick Gray (Los Angeles, 8 aprile 1972 – Johnston, 24 maggio 2010) è stato un bassista statunitense, cofondatore degli Slipknot assieme a Joey Jordison, Anders Colsefni e Shawn Crahan.

## Biografia
Nato a Los Angeles, Gray si è poi trasferito a Des Moines dove è sempre vissuto e dove sono poi nati gli Slipknot.
Nel 2004 è stato arrestato per guida sotto uso di stupefacenti e per possesso di cocaina e marijuana dopo che aveva avuto un incidente con la sua Porsche a Des Moines.
Sposato con Brenna dal 2008, la loro figlia October Dedrick è nata il 17 agosto 2010. Oltre che negli Slipknot, ha suonato in alcuni gruppi come Vexx, Body Pit e Inveigh Catharsis.

### Il decesso
Il 24 maggio 2010 è stato rinvenuto il suo cadavere in una stanza d'albergo al TownePlace Suites Hotel di Johnston, vicino a Urbandale.
Accanto al corpo sono state ritrovate una siringa e delle pasticche il che, insieme alla divulgazione della telefonata dell'albergo al 911, ha fatto supporre che la morte sia stata causata da un'overdose di droga. Esami approfonditi hanno infine confermato che il bassista è morto per un'overdose di oppioidi: morfina e fentanyl. Il gruppo ha commemorato il compagno con una conferenza stampa alla quale i componenti si sono presentati senza maschera. È stato sepolto all'Highland Memory Gardens Cemetery di Des Moines.
Negli anni seguenti alla sua morte la moglie di Gray, Brenna, ha intentato una causa nei confronti del dottor Daniel Baldi, accusato di aver causato la morte di Paul dopo avergli prescritto massicce dosi di Xanax nonostante questa gli avesse fatto ripetutamente presente che il marito ne era dipendente. Nel 2018 la famiglia ha ottenuto un risarcimento per la morte dell'artista da un'altra causa aperta a nome della figlia October Dedrick, nata alcuni mesi dopo la morte del padre.

## Stile ed equipaggiamento
Paul suonava con l'impugnatura mancina e tendeva a usare il plettro anche se nelle canzoni Wait and Bleed e Purity suonava con le dita. Utilizzava bassi a 4 corde per mancini della Warwick (azienda)  Thumb Bass. Nell'ultimo album ha utilizzato un basso a 5 corde Warwick Corvette e uno a 4 corde della stessa marca.

Recentemente era diventato endorser Ibanez e produceva il modello ATK Paul Gray Signature.

### Maschera
La tuta di Gray era contrassegnata con il numero 2 e la sua ultima maschera (tra il 1998 e il 2001 ne aveva una raffigurante un maiale, che simbolicamente rappresentava il suo animo molto indulgente e permissivo) si ispirava al serial killer Hannibal Lecter.

## Discografia

### Con gli Slipknot
- 1999 - Slipknot
- 2001 - Iowa
- 2004 - Vol. 3: (The Subliminal Verses)
- 2005 - 9.0: Live
- 2008 - All Hope Is Gone
- 2012 - Antennas to Hell (raccolta; postumo)

### Altre apparizioni
- 2005 - The All-Star Sessions (Roadrunner United)
- 2007 - Worse Than a Fairy Tale (Drop Dead, Gorgeous)
- 2008 - Last Stop: Crappy Town (Reggie and the Full Effect)
- 2009 - Annual Assault (Roadrunner Records)

## Filmografia / DVD
- 1999 - Welcome to Our Neighborhood
- 2002 - Disasterpieces
- 2002 - Rollerball
- 2006 - Voliminal: Inside the Nine
- 2008 - Nine: The Making of "All Hope Is Gone"
- 2008 - Behind the Player: Paul Gray
- 2009 - Of the (sic): Your Nightmares, Our Dreams